# اندیس سنگ اسیک
سنگ اسیک یک اندیس فلزی است که در حوالی شهر سردونیه استان کرمان قرار دارد و مادهٔ معدنی موجود در آن، مس است.سنگ میزبان این اندیس گرانودیوریت است و دیرینگی آن به دوران ترشیری می‌رسد. در این اندیس، پاراژنز‌های کوارتز یافت می‌شوند.